# Campylocentrum wawrae
Campylocentrum wawrae é uma espécie de orquídea, família Orchidaceae, que existe apenas no Brasil. Trata-se de planta epífita, monopodial, com caule alongado, bastante ramificado e folhas cilíndricas, cujas inflorescências brotam do nódulo do caule oposto à base da folha. As flores são minúsculas, brancas, de sépalas e pétalas livres, e nectário na parte de trás do labelo. Pertence à secção de espécies de Campylocentrum com folhas teretes curtas e finas.

## Publicação e sinônimos
- Campylocentrum wawrae (Rchb.f. ex Beck) Rolfe, Orchid Rev. 11: 246 (1903).

Sinônimos homotípicos:
- Aeranthes wawrae Rchb.f. ex Beck in H.R.von Fernsee Wawra, Itin. Princ. S. Coburgi 2: 156 (1888).

## Histórico
Reichenbach publicou esta espécie em 1888 com base em um espécime que Wawra coletou próximo a Juiz de Fora, em Minas Gerais. Situa-se entre um grupo de espécies de plantas delicadas, com folhas aciculares finas que não chegam a um centímetro de comprimento. Trata-se de espécie bastante similar aos Campylocentrum pernambucense e Campylocentrum aciculatum, porém do primeiro diferencia-se pelas flores menores, de segmentos mais largos e arredondados; do segundo por ter labelo trilobulado. Esta espécie é citada para os estados brasileiros do Espírito Santo e Minas Gerais. Trata-se de espécies pouco conhecida e estudada, sobre a qual não há muitas referências.